# Anton Haiden (Ingenieur)
Anton Haiden (* 26. November 1886 in Leoben; † 2. Oktober 1966 in Wien) war ein österreichischer Ingenieur.
Haiden machte 1911 an der Hochschule für Bodenkultur in Wien seinen Abschluss als Dipl.-Ing. Er arbeitete unter anderem als Beamter der Abteilung für Wildbachverbauung, Sektion Salzburg, und als Forstrat bzw. Oberforstrat. Zuletzt war er Hofrat.
Haiden war auch geologisch und paläontologisch interessiert und publizierte in diesen Bereichen.

## Veröffentlichungen
- Über neue Silurversteinerungen in der nördlichen Grauwackenzone auf der Entachenalm bei Alm im Pinzgau. In: Verhandlungen der Geologischen Bundesanstalt. Wien 1936, S. 133–138 (zobodat.at [PDF; 420 kB]).
- Diskussionsbeitrag über das Tertiär des Hagengebirges. In: Mitteilungen der Naturwissenschaftlichen Arbeitsgemeinschaft am Haus der Natur Salzburg. Band GEO_A5, 1955, S. 29–30 (zobodat.at [PDF; 395 kB]).